# Bakjwi
Bakjwi (em coreano:  박쥐; no Brasil: Sede de Sangue; em Portugal: Thirst - Este É o Meu Sangue...) é um filme sul-coreano de 2009, dirigido por Chan-wook Park.

## Sinopse
Sang-hyun é um padre que acredita que a vida é preciosa, torna-se voluntario de um projeto secreto de desenvolvimento de vacinas para ajudar a salvar vidas a partir de um vírus mortal. Mas, durante o experimento, ele é infectado com o vírus e morre. Quando recebe uma transfusão de sangue de paradeiro desconhecido, ele volta à vida mas se torna um vampiro. Sang-hyun está agora dividido, entre o desejo carnal por sangue e sua fé, que o impede de matar.

## Elenco
- Kang-ho Song como Sang-hyun.
- Ok-bin Kim como Tae-ju.
- Ha-kyun Shin como Kang-woo.
- Hae-sook Kim como Lady Ra, sogra de Tae-ju.
- In-hwan Park como Sacerdote Noh.
- Eriq Ebouaney como Immanuel.
- Mercedes Cabral como Evelyn.
- Young-Chang Song como Seung-dae.
- Dal-su Oh como Young-du.

## Prêmios
- Ganhou o Prémio de Melhor Efeitos Visuais no Asian Film Awards (2009)
- Ganhou o Prémio Especial do Juri no Cannes Film Festival (2009)
- Ganhou o Prémio de Melhor Atriz (Ok-bin Kim) no Sitges - Catalonian International Film Festival (2009)